# 2024年広東省の洪水
本項では2024年に広東省で起きた洪水について解説する。
2024年4月、大雨により中国で洪水が発生し、主に広東省で被害が発生した。例年広東省の洪水は5月から6月にかけて多発するが、2024年はこれよりも早い洪水の季節を迎えることとなった。
広東省では少なくとも4人の死亡が確認され、10人が行方不明となっている。11万人の人々が避難した。数千万人が影響を受けたと報道されている。
韶関市では豪雨による地すべりが発生し、6人が負傷、80戸の家屋が損壊し、約1億4,000万元の損失を生じた。 5月2日には土壌への浸水により梅州市で高速道路が崩壊し少なくとも48名が死亡した。